# Grnčara
Grnčara (srp. Грнчара) je naselje na zapadu središnje Srbije. Administrativno pripada općini Loznica u Mačvanskome okrugu.

## Stanovništvo
Prema popisu iz 2002. godine, u Grnčari živi 654 stanovnika od kojih su 492 punoljetna. Prema popisu iz 1991., u Grnčari je živjelo 655 stanovnika. Prosječna starost stanovništa iznosi 37,7 godina (36,9 kod muškaraca i 38,6 kod žena). U naselju ima 194 domaćinstava, a prosječan broj članova domaćinstva je 3,37.
Prema popisu iz 2002. godine, Grnčaru gotovo u potpunosti naseljavaju Srbi.
| broj stanovnika | 610   | 655   | 674   | 584   | 608   | 655   | 654   |
|                 | 1948. | 1953. | 1961. | 1971. | 1981. | 1991. | 2002. |